# Ernst Adolf Birkenmayer
Ernst Adolf Birkenmayer (né le 15 mars 1842 à Vieux-Brisach et mort le 31 mars 1916 à Waldshut) est un avocat badois et député du Reichstag.

## Biographie
Birkenmayer étudie à l'école primaire et secondaire de Vieux-Brisach et au lycée de Donaueschingen, au lycée et à l'université de Fribourg-en-Brisgau. En 1863, il devient membre du Corps Suevia Freiburg (de), qui lui décerne plus tard le statut de membre honoraire. De 1866 à 1869, il est avocat stagiaire au tribunal de district de Breisach, puis au tribunal de district et au bureau de district de Lörrach. Il est avocat stagiaire de 1869 à 1872 dans les bureaux de district de Lörrach, Schopfheim, Müllheim, Offenbourg, Oberkirch, les tribunaux de district de Schopfheim, Engen, Ettenheim et au tribunal de district et au parquet de Constance. Entre 1872 et 1879, il est juge de district à Saint-Blasien et finalement juge de district seulement de 1879 à 1898 à Waldshut et de 1898 à 1906 à Fribourg. À partir de septembre 1906, il est directeur du tribunal régional de Waldshut. Birkenmayer est membre de la Commission historique de Bade et concierge des districts de Waldshut, Bonndorf im Schwarzwald, Neustadt, Saint-Blasien, Schönau im Schwarzwald, Säckingen, Schopfheim, Lörrach et membre honoraire de l'Association d'histoire de l'Église de l'archidiocèse de Fribourg dans leurs archives diocésaines de Fribourg. Il publie également un livre sur l'histoire de Waldshut.

## Politique
Birkenmayer est membre de la seconde chambre du grand-duché de Bade de 1879 à 1887 et de 1891 à 1909, de 1879 à 1883 et de 1891 à 1905 pour la 8e circonscription (Schönau-St. Blasien-Neustadt), de 1883 à 1887 pour la 7e circonscription (Waldshut-Säckingen), de 1905 à 1909 pour la 10e circonscription (Säckingen-Waldshut-Schopfheim). Il est membre du comité des citoyens de Waldshut de 1890 à 1898 et membre de l'Assemblée du district de Waldshut de 1893 à 1898.
Il est également député du Reichstag de 1881 à 1884 et de nouveau de 1907 jusqu'à sa mort pour la 3e circonscription du grand-duché de Bade (Waldshut, Säckingen, Neustadt en Forêt-Noire (de)) avec le Zentrum.

## Honneurs
- Ordre du Lion de Zaeringen, Croix de chevalier 1re classe avec feuilles de chêne
- Médaille d'anniversaire de Bade pour les fonctionnaires

## Travaux
- 1884: Geschichte der Stadt Waldshut (Neubearbeitung durch August Baumhauer 1924, zweite Auflage 1927 und Joseph Ruch 1966)